# Archibald von Gramatzki
Archibald August von Gramatzki (* 2. Februar 1837 in Schrombehnen, Ostpreußen; † 29. Mai 1913 in Danzig) war ein deutscher Verwaltungsjurist und  Reichstagsabgeordneter.

## Leben
Für die Vorfahren ist bereits um 1545 der polnischen Adel nachgewiesen. Die Familienlinien erhielten dann Anfang des 19. Jahrhunderts auch die Nobilitierung für Preußen. Archibald von Gramatzki war der Sohn des Rittergutsbesitzers Adolf Ferdinand von Gramatzki (1806–1866), preußischer Adel 5. Oktober 1834, und dessen Frau Marianne Salzmann (1811–1882). Alfred von Gramatzki war sein älterer Bruder.
Gramatzki besuchte das Altstädtische Gymnasium in Königsberg i. Pr. und studierte zunächst an der Ruprecht-Karls-Universität Heidelberg. 1856 wurde er im Corps Saxo-Borussia Heidelberg aktiv. Als Inaktiver wechselte er an die Albertus-Universität Königsberg und die Friedrich-Wilhelms-Universität zu Berlin.
Ab 1865 war er Regierungsassessor und von 1867 bis 1887 Landrat im Landkreis Danzig. Ab 1881 war er Mitglied des Provinziallandtages der Provinz Westpreußen.
Von 1887 bis 1890 war er Mitglied des Deutschen Reichstags für den Reichstagswahlkreis Regierungsbezirk Danzig 2 und die Deutschkonservative Partei.
Archibald von Gramatzki heiratete am 28. April 1897 in Berlin Margareta Mönch, sie stammte von Gut Logau in Schlesien. Das Ehepaar hatte zwei Söhne, Sascha und Archibald, letzterer war Leutnant d. R. sowie Oberregierungsrat im Oberkommando der Wehrmacht. Die Witwe lebte in Berlin-Halensee. Alle Familienangehörigen waren Mitglied der Deutschen Adelsgenossenschaft.